# César Chesneau Dumarsais
César Chesneau Dumarsais, o Du Marsais (Marsiglia, 17 luglio 1676 – Parigi, 11 giugno 1756), è stato un filosofo e grammatico francese.

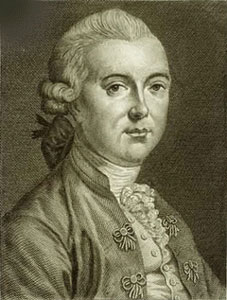
César Chesneau Dumarsais

Fu figura di spicco dell'Illuminismo, e contribuì alla stesura dell'Encyclopédie di Diderot.

## Descrizione
Nato a Marsiglia, Dumarsaid studiò legge a Parigi. Trovandosi in difficoltà abbandonò successivamente la famiglia e la carriera avvocatizia per impartire lezioni private (ebbe come allievi, tra gli altri, anche i figli di John Law), non riuscendo però a risollevare la propria situazione economica. Aprì in seguito una pensione nel quartiere di Saint Victor, ma anche in questo ebbe solo modesta fortuna. Morì in povertà ed infermo nel 1756, «povero ed ignorato da quella patria che aveva istruito».
Le sue opere principali includono un Metodo ragionato per l'apprendimento della lingua latina, i Principi di grammatica ed il Trattato dei Tropi, uno dei primi tentativi di costruire una teoria filosofica del linguaggio figurato. Fu propositore, invano, di una riforma dell'ortografia francese.
Parallelamente alla produzione ufficiale fu anche autore, in clandestinità, di libri e trattati in favore del libero pensiero e di attacchi alla Chiesa Cattolica francese. Nel 1797 fu pubblicata in Francia la raccolta completa, in sette volumi, dei suoi lavori. Insieme a Nicolas Beauzée, introdusse in grammatica la nozione di complemento.